# Ardisia polygama
Ardisia polygama är en viveväxtart som först beskrevs av William Roxburgh, och fick sitt nu gällande namn av A. Dc. Ardisia polygama ingår i släktet Ardisia och familjen viveväxter. Inga underarter finns listade i Catalogue of Life.